# Gare de Fornells de la Selva
La gare de Fornells de la Selva (en catalan : estació de Fornells de la Selva) est une gare ferroviaire espagnole appartenant à ADIF qui est située sur le territoire de la commune de Fornells de la Selva, dans la comarque du Gironès, dans la province de Gérone, en Catalogne.

## Situation ferroviaire
La gare de Fornells de la Selva est située au point kilométrique (PK) 24,481 de la ligne Barcelone - Gérone - Portbou dans sa section entre Maçanet-Massanes et Cerbère, entre les gares en service de Gérone et de Riudellots. Son altitude est de 108,5 mètres.

## Histoire
La gare a été inaugurée le 3 mars 1862 avec la mise en service du tronçon Maçanet-Massanes - Gérone destiné à relier Barcelone à la frontière française. Les travaux ont été réalisés par les Caminos de Hierro de Barcelona a Gerona (qui deviendront la TBF) fondée en 1862. À l'origine, la gare possédait cinq voies, deux principales avec les quais latéraux, deux déviées à l'ouest et une cinquième voie à l'est, relié par une diagonale à la voie principale.
En 1889, TBF accepta de fusionner avec la puissante MZA. Cette fusion fut maintenue jusqu'en 1941, année de la nationalisation du chemin de fer en Espagne entraînant la disparition de toutes les sociétés privées existantes et la création de la RENFE.
Depuis le 31 décembre 2004, Renfe Operadora exploite la ligne, tandis qu’ADIF est propriétaire de toutes les installations ferroviaires.
En 2016, 15 000 voyageurs (se répartissant en 8 000 montées et 7 000 descentes) ont transité en gare de Fornells de la Selva.

## Service des voyageurs

### Accueil
C'est une halte qui dispose de deux voies principales (voies 1 et 2) avec deux quais latéraux, chacun ayant un abri de quai. Les deux quais sont reliés par un passage sur les voies situé à l'extrémité des quais en direction de Barcelone.

### Desserte
La gare de Fornells de la Selva est desservie par les trains régionaux de la ligne R11 de Rodalies de Catalunya et les trains de la ligne RG1 de la Rodalia de Gérone.

### Intermodalité
La gare possède un parking.

## Patrimoine ferroviaire
Le bâtiment voyageurs d'origine, fermé, est situé à droite des voies, en direction de Portbou et possède de deux étages. Actuellement, il abrite le siège de l'Association des Amis du Chemin de fer des Comarques Gironines comme gare-musée, rassemblant divers objets ferroviaires ainsi que des maquettes. À la gare de Fornells, il est également conservé l'ancien bâtiment des toilettes (aujourd'hui, utilisé autrement) et un bâtiment de marchandises. 
En bas de la gare se trouve l'Association des Amis du Chemin de fer des Comarques Gironines, qui possède une bonne collection d'équipements ferroviaires, des équipements d'origine de la gare et des maquettes de train. À côté du bâtiment voyageurs, il y a le locotracteur 10413 de la RENFE et un circuit de jardin avec des rails à écartement 5 pouces et 7 pouces 1/4 d'une longueur d'environ 1 km. Sur ce circuit, il y a le locomoteur à vapeur n°7 du chemin de fer Sant Feliu de Guíxols – Girona (SFG) et une voiture passagers qui sont exposés.